# Nauru ai Giochi olimpici
Nauru ha partecipato per la prima volta ai Giochi olimpici nel 1996.
La nazione è conosciuta principalmente per la sua tradizione nel sollevamento pesi, infatti quasi tutti gli atleti che hanno partecipato alle varie edizioni dei Giochi sono esponenti di questa disciplina.
Gli atleti dell'isola pacifica non hanno mai vinto medaglie ai Giochi olimpici estivi e non hanno mai partecipato ai Giochi olimpici invernali.
Il Nauru National Olympic Committee venne creato nel 1991 e riconosciuto nel 1994.

## Medaglieri

### Medaglie ai Giochi estivi
| Giochi              | Oro | Argento | Bronzo | Totale |
| ------------------- | --- | ------- | ------ | ------ |
| Atlanta 1996        | 0   | 0       | 0      | 0      |
| Sydney 2000         | 0   | 0       | 0      | 0      |
| Atene 2004          | 0   | 0       | 0      | 0      |
| Pechino 2008        | 0   | 0       | 0      | 0      |
| Londra 2012         | 0   | 0       | 0      | 0      |
| Rio de Janeiro 2016 | 0   | 0       | 0      | 0      |
| Tokyo 2020          | 0   | 0       | 0      | 0      |
| Parigi 2024         | 0   | 0       | 0      | 0      |
| Totale              | 0   | 0       | 0      | 0      |

## Portabandiera
| Giochi       | Atleta            | Disciplina        |
| ------------ | ----------------- | ----------------- |
| Atlanta 1996 | Marcus Stephen    | Sollevamento pesi |
| Sydney 2000  | Marcus Stephen    | Sollevamento pesi |
| Atene 2004   | Yukio Peter       | Sollevamento pesi |
| Pechino 2008 | Itte Detenamo     | Sollevamento pesi |
| Londra 2012  | Itte Detenamo     | Sollevamento pesi |
| Rio 2016     | Elson Brechtefeld | Sollevamento pesi |
| Tokyo 2020   | Elson Brechtefeld | Sollevamento pesi |
| Parigi 2024  | Winzar Kakiouea   | Atletica leggera  |